# Iglesia de Nuestra Señora de los Dolores (Riga)
La Iglesia de Nuestra Señora de los Dolores (en letón: Sāpju Dievmātes Romas katoļu baznīca) es una iglesia católica en la ciudad de Riga, capital de Letonia. La iglesia está situada en la Calle 5 Pils. 
Esta es la primera iglesia católica que se construyó en Riga después de la Reforma protestante. Está dedicada a Nuestra Señora de los Dolores.
La iglesia precedente data de 1765 tiempo en que la ciudad fue la capital del gobierno de Livonia en el Imperio Ruso, donde la ciudad estaba abierta desde principios de siglo para la población no alemana y sustituyó una pequeña capilla de madera para los soldados polacos.
Sirvió originalmente a polacos y lituanos de la ciudad.

## Galería de imágenes

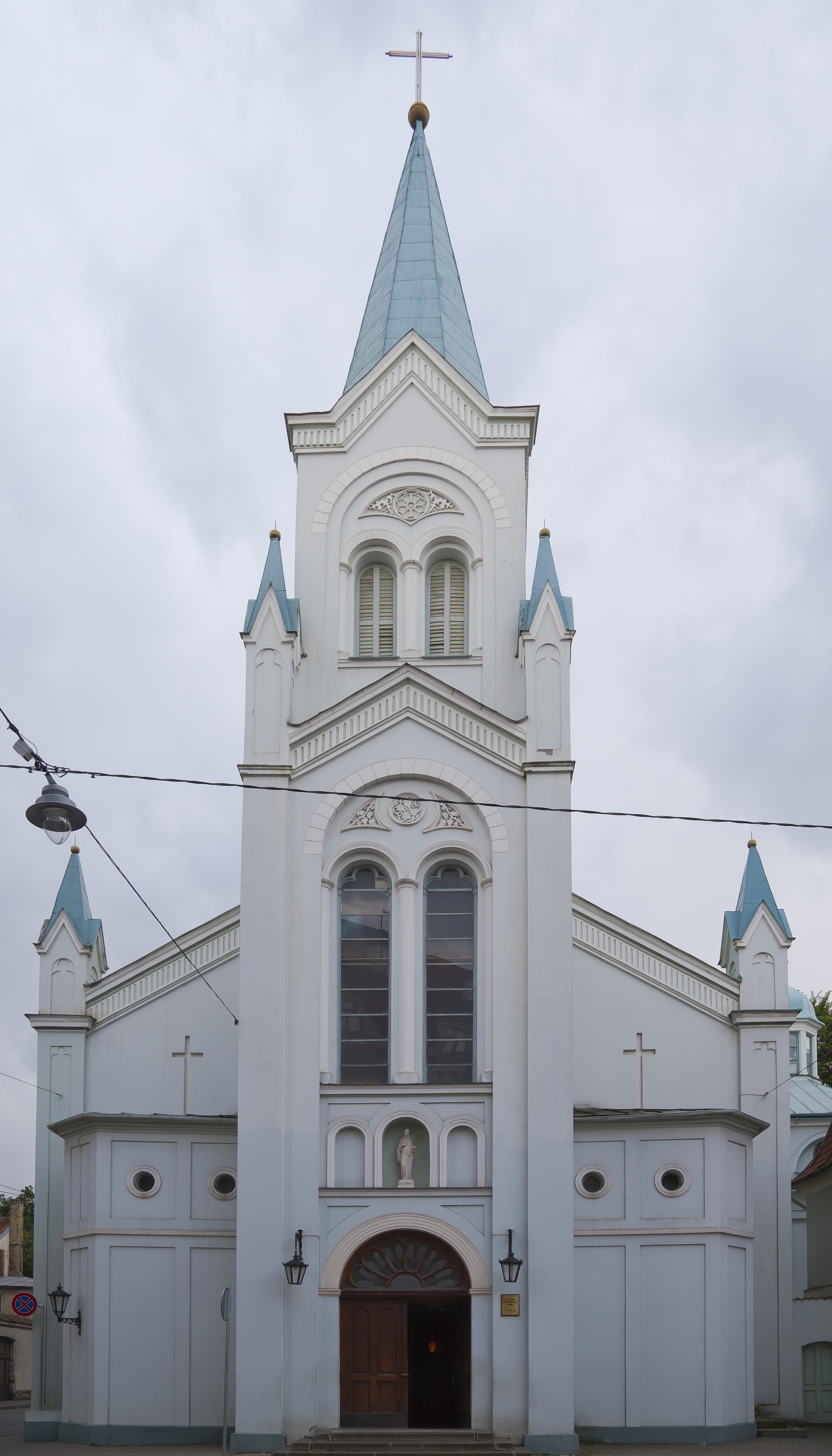
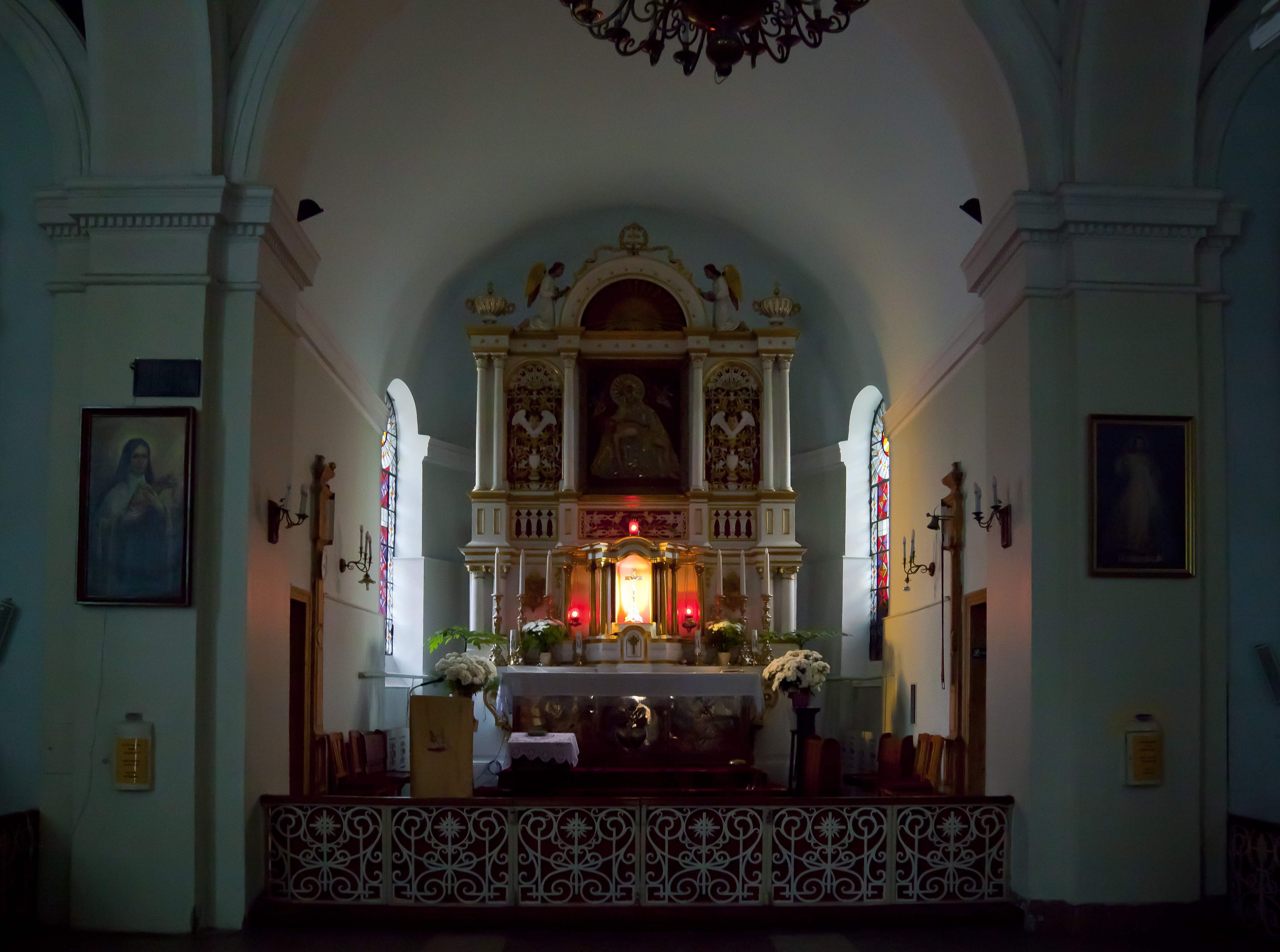
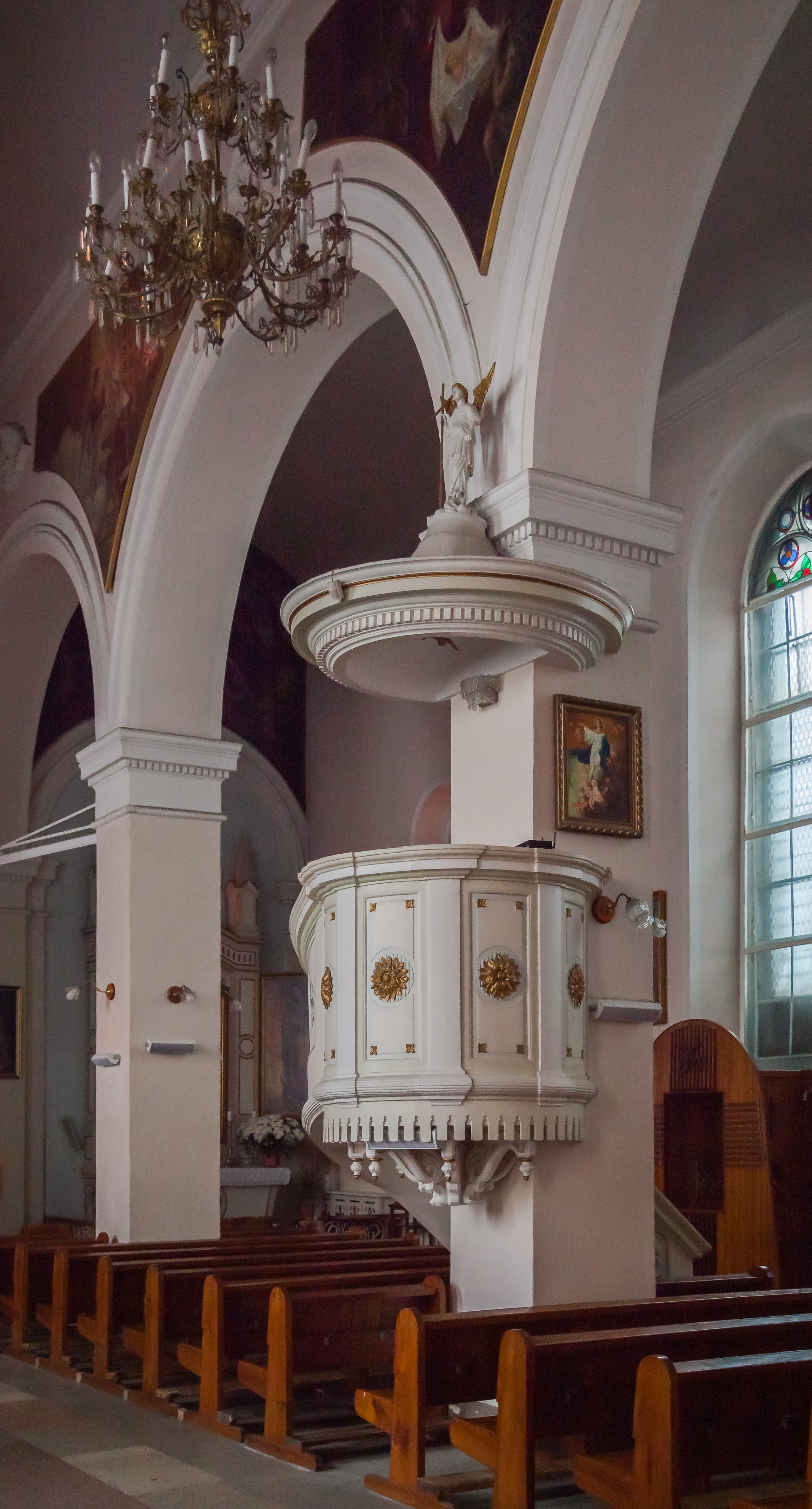
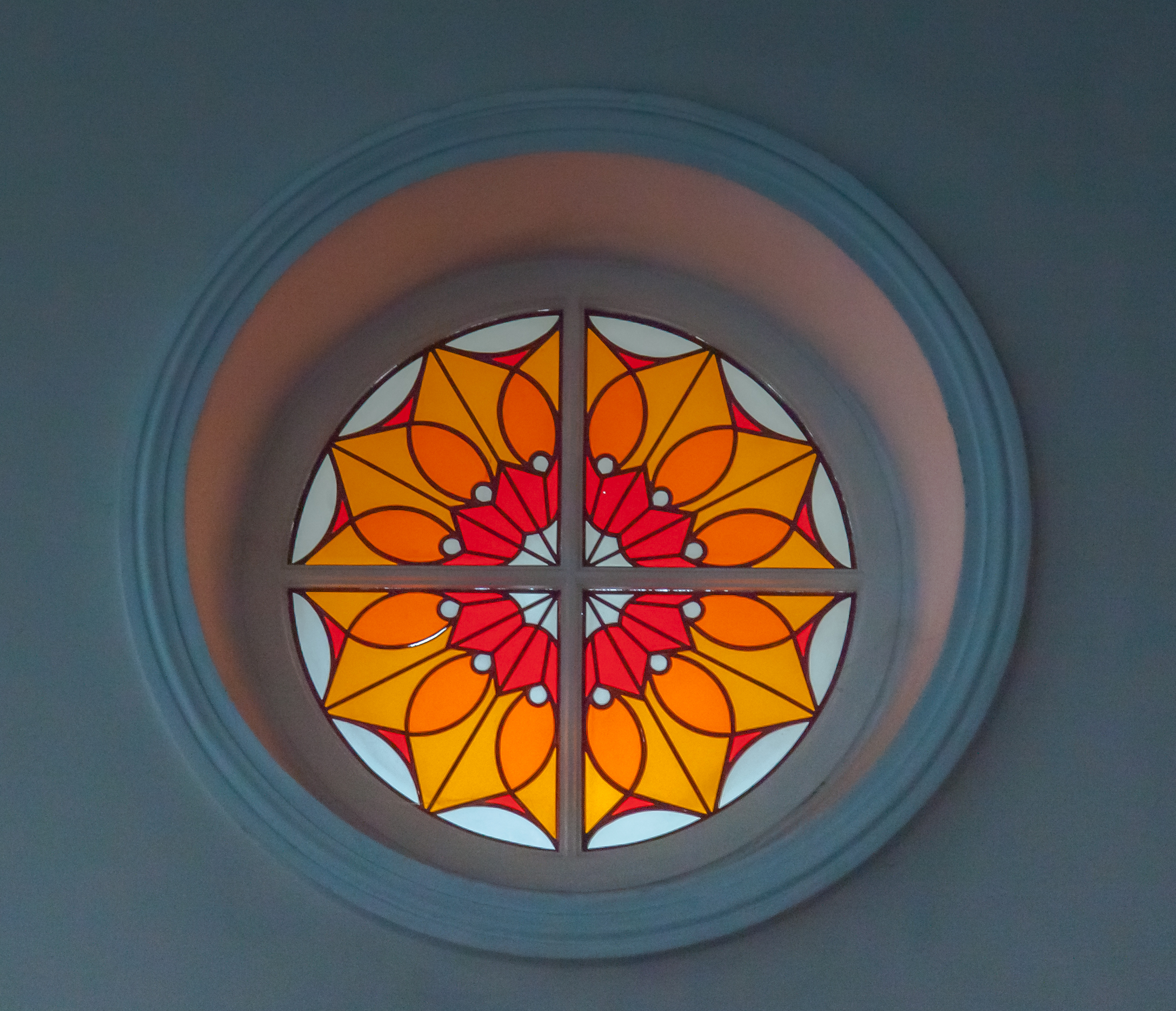
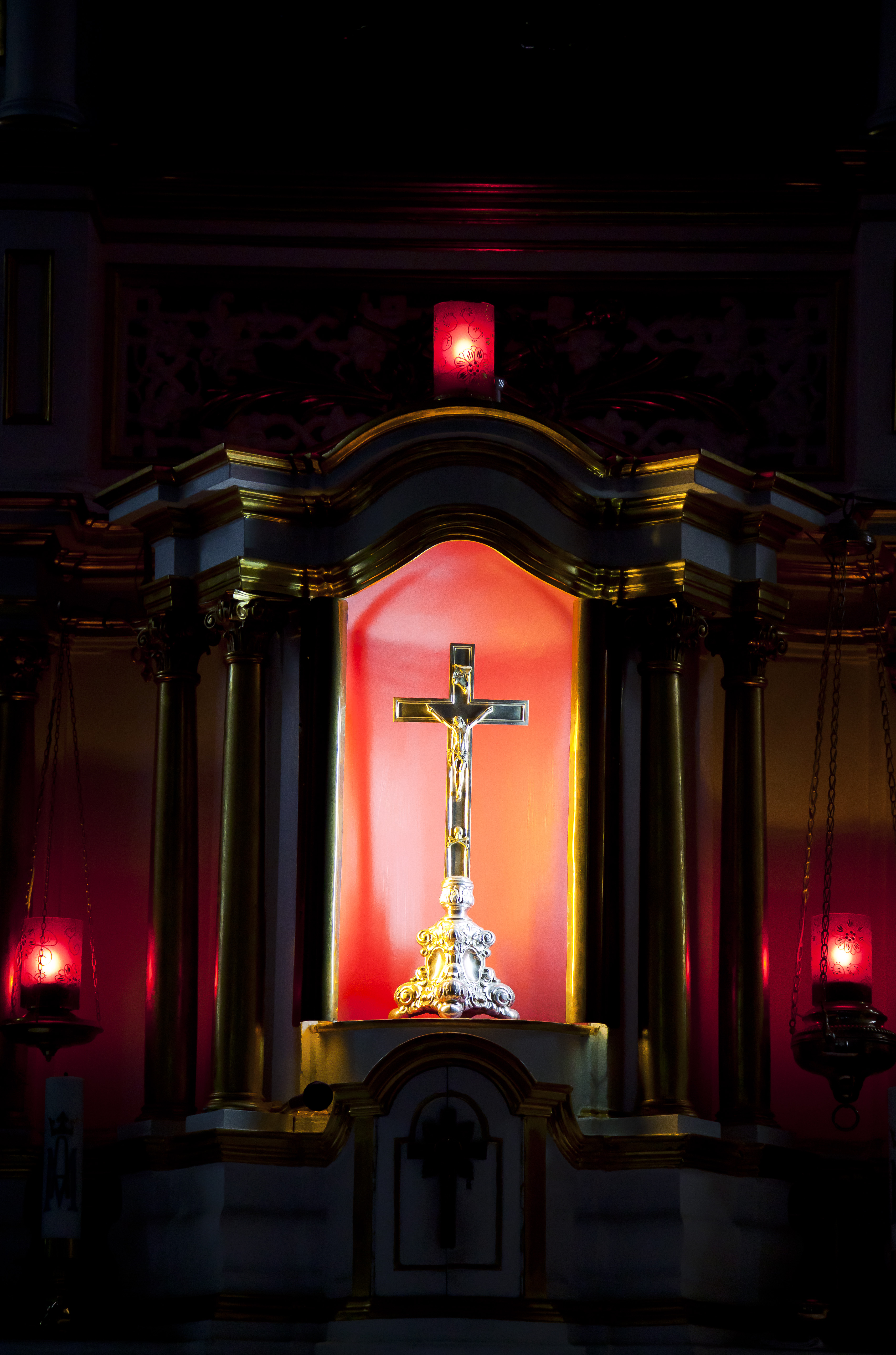